# القصر الحكومي (بيرو)
قصر الحكومة (بالإسبانية: Palacio de Gobierno)‏، المعروف أيضاً باسم قصر بيثارو، هو مقر السلطة التنفيذية لحكومة بيرو والمقر الرسمي لرئيس بيرو. وهو يقع على الجانب الشمالي من بلازا مايور، ليما، «مدينة الملوك». تم بناؤه في عام 1535 في موقع هواكا الضخم الذي كان مزاراً لقلعة توليتشوسكو القديمة في وادي ليما. القصر عبارة عن مبنى حكومي فخم مع مجموعة من حراس الزينة. ويمكن التعرف عليه من خلال السياج الحديدي الكبير المطاوع الذي يحيط بالمبنى ويضع جانباً بلازا مايور خلف نهر ريماك.
بُنِي قصر الحكومة من قبل فرانثيسكو بيثارو، حاكم قشتالة الجديدة. عندما أُنشِئ التاج الإسباني لبيرو، أصبح القصر مقر نائب الملك، وبالتالي مقر حكومة بيرو. عرف المبنى عدة تغيرات على مدى سنوات، وقد أكمل الرئيس أوسكار بينافيدس آخرها في القرن العشرين خلال حكومته الثانية في ثلاثينيات القرن العشرين.

## وصلات خارجية
- “Field Marshal Nieto” Regiment of Cavalry, Life-Guard of the President of the Republic of Peru